# Jelgava
Jelgava ( výslovnost, starší názvy jsou také německy Mitau, lotyšsky dnešním pravopisem Mītava, rusky Митава (Mitava), polsky Mitawa, litevsky Mintauja) je město ve středním Lotyšsku, 41 km jihozápadně od Rigy, na březích řeky Lielupe, původně s centrem na břehu levém. Na začátku roku 2021 žilo ve městě přibližně 55 tisíc obyvatel, je tak čtvrtým největším městem Lotyšska a největším městem historické provincie Zemgale.
Město bylo hlavním městem Kuronského a zemgalského vévodství a po jeho připojení k Ruskému impériu sídlem Kuronské gubernie. Během druhé světové války bylo zničeno asi 90 % města - historické centrum, veřejné budovy i železniční síť.
V současnosti je Jelgava turisticky atraktivním městem; vedle několika kostelů je největší památkou pozdně barokní zámek postavený Bartolomeo Rastrellim pro vévodu Ernesta Jana Birona jako rezidence kuronských vévodů. Dnes zde sídlí zemědělská univerzita.

## Historie
Livonci se začali usazovat v oblasti mezi řekami Lielupe a Driksa v 10. století. V čele s jejich velitelem Konradem z Mandernu postavili křižáci Livonského řádu 1265/66 hrad Mitau (Jelgava) na existující opevnění ostrova (Pilssala). Město získalo význam jako obranné opevnění proti Litvanům, kterým se v roce 1345 podařilo Jelgavu vydrancovat.
Po posledním rozpuštění Livonského řádu během Livonské války v roce 1561 se Jelgava stala součástí kuronského vévodství, které se stalo vazalským územím polsko-litevské unie.
V roce 1573 získala Jelgava městská práva. V roce 1578 se stala hlavním městem sjednoceného Kuronského a zemgalského vévodství. To bylo rozděleno v roce 1596 a vévoda Friedrich Kettler ze Semgallenu se v Jelgavě usídlil. V roce 1617 bylo město opět hlavním městem sjednoceného vévodství. Během opakovaných válek mezi Polskem a Litvou byla Jelgava několikrát obléhána. Přesto se město stalo centrem obchodu a řemesel. Vzhledem k tomu, že sousedé vévodství zesílili, ruský vliv na město i na vévodství stoupal.
Předposlední kuronský vévoda, Ernst Johann von Biron, Jelgavu kulturně pozvedl. Nechal postavit vévodský zámek a otevřel první veřejnou knihovnu ve městě. Rovněž podporoval konání divadelních představení u svého dvora. V roce 1775 zde poslední kuronský vévoda Petr Biron založil univerzitu Academia Petrina, která se stala centrem vzdělanosti a kultury v zemi.
Po vypuknutí francouzské revoluce v roce 1789 požadovali občané Jelgavy další práva. V roce 1795 bylo město připojeno k ruské říši společně s celým Kuronskem v průběhu dělení Polska a nyní se nazývalo rusky Mitava. Akademie Petrina byla v roce 1806 přeměněna na střední školu, protože 1802 znovu založená císařská univerzita v Dorpatu (Tartu) měla být jedinou státní univerzitou pro tři pobaltské státy.
Hraběti z Provence a později králi Francie, Ludvíku XVIII., sloužil jelgavský palác od roku 1798 do roku 1801 a od roku 1804 do roku 1807 jako sídlo vlády.
V roce 1799 se zde oženil s Marií Terezií Charlottou, nazvanou „Madame Royale“ (dcera Ludvíka XVI. a Marie Antoinetty), její bratranec Louis-Antoine de Bourbon, vévoda z Angoulême.
Během tažení Napoleona do Ruska v roce 1812 byla Jelgava od července až do prosince sídlem velitele pruských vojsk, generála Ludwiga von Wartenburga Yorcka, spřízněného s Napoleonem.
Další rozkvět města nastal po připojení k železniční síti v roce 1868.

## Sport
- FK Jelgava – fotbalový klub
- HK Zemgale/LLU – hokejový klub

## Partnerská města
- Magadan, Rusko (2006)